# رومویل (لوئیزیانا)
رومویل (به انگلیسی: Romeville) یک منطقهٔ مسکونی در ایالات متحده آمریکا است که در لوئیزیانا واقع شده‌است. رومویل ۱۳۰ نفر جمعیت دارد و ۷٫۰۱ متر بالاتر از سطح دریا واقع شده‌است.